# Strzelba Browning A-5
Browning A-5 (Auto-5) – strzelba samopowtarzalna skonstruowana przez Johna Mosesa Browninga.
W 1900 roku John Moses Browning opatentował zaprojektowaną przez siebie strzelbę samopowtarzalną. Była to pierwsza udana broń tego rodzaju. Początkowo Browning planował sprzedać patent na tę konstrukcję zakładom Winchester Repeating Arms Company. Jednak kiedy okazało się, że proponują one tylko jednorazową zapłatę za patent i nie chcą zagwarantować udziału w zyskach z produkcji tej konstrukcji, Browning postanowił poszukać innego producenta.
Ostatecznie produkcję nowej strzelby rozpoczęły w 1903 roku belgijskie zakłady Fabrique Nationale d'Armes de Guerre (FN). W latach 1905–1948 strzelba A-5 była produkowana także w zakładach Remington jako Model 11.
Do lat 40. był to najpopularniejszy model strzelby samopowtarzalnej. Później z rynku zaczęły strzelbę A-5 wypierać nowsze konstrukcje. Obecnie strzelba A-5 jest produkowana przez F.N. Custom Gun Shop, oddział zakładów FN produkujący broń na indywidualne zamówienie.

## Opis

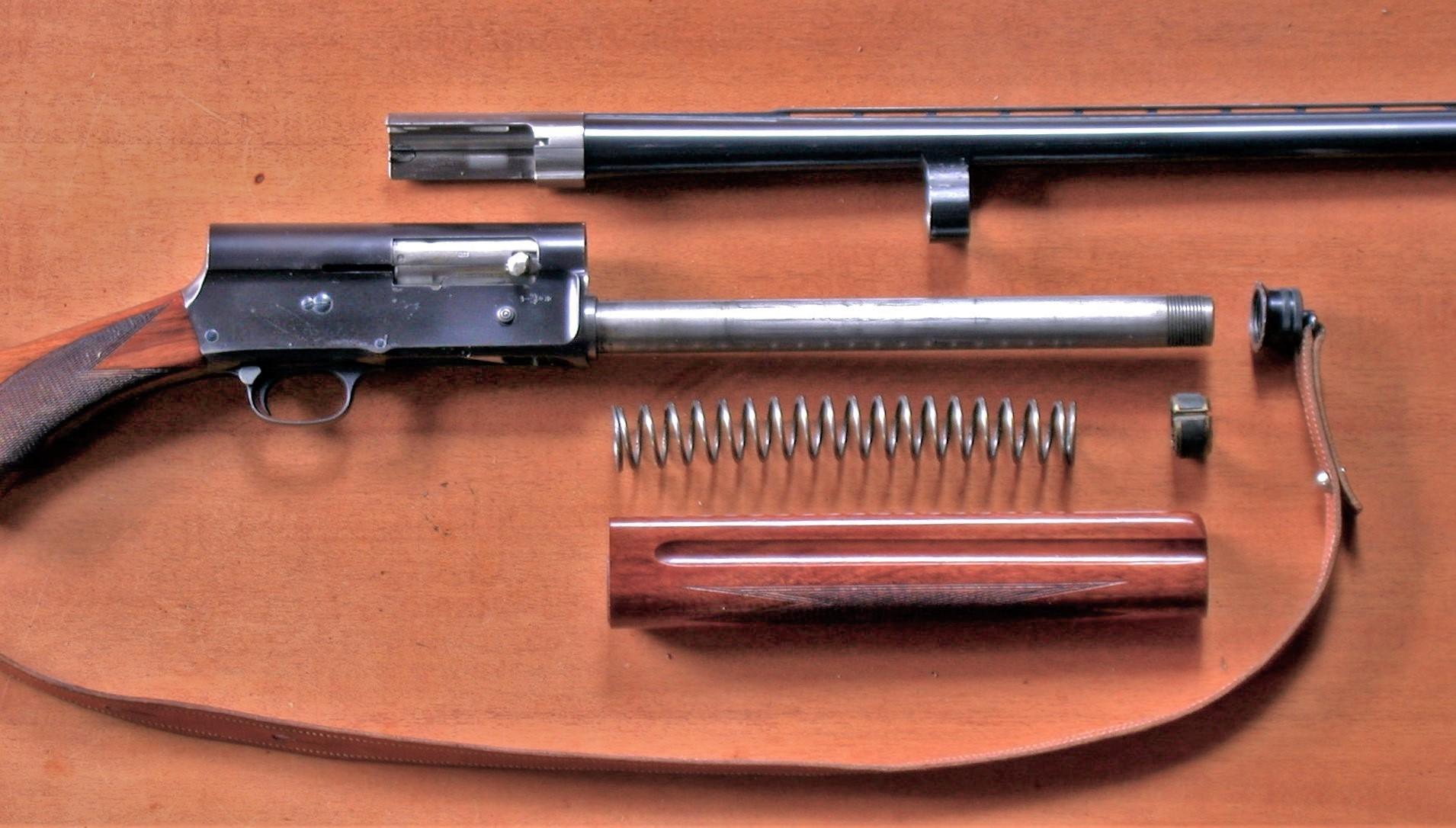

Strzelba Browning A-5 jest bronią samopowtarzalną. Zasada działania oparta na długim odrzucie lufy. Mechanizm spustowy kurkowy umożliwia strzelanie ogniem pojedynczym. Zasilanie ze stałego, rurowego magazynka podlufowego o pojemności 4 naboi. Kolba i łoże drewniane.